# Die Karawane zieht weiter
Die Karawane zieht weiter ... dä Sultan hät Doosch! (Die Karawane zieht weiter ... der Sultan hat Durst!) ist ein Karnevalslied, das 1997 von den Höhnern aufgenommen und veröffentlicht wurde. Das Stück wurde von Martina Neschen, Monica Riedel, Hannes Schöner, Peter Werner Jates, Henning Krautmacher, Jan-Peter Fröhlich und Franz-Martin Willizil geschrieben. Es erreichte in Deutschland Platz 12 der Hitparade, wo es sich 16 Wochen hielt. Die Höhner erhielten für mehr als 250.000 verkaufte Singles des Lieds ihre erste Goldene Schallplatte.